# Eupanacra psaltria
Eupanacra psaltria är en fjärilsart som beskrevs av Jordan 1923. Eupanacra psaltria ingår i släktet Eupanacra och familjen svärmare. Inga underarter finns listade i Catalogue of Life.